# Гленбурн (Північна Дакота)
Гленбурн (англ. Glenburn) — місто (англ. city) в США, в окрузі Ренвілл штату Північна Дакота. Населення — 404 особи (2020). Станом на 2013 рік, чисельність населення становила 453 особи.

## Історія
Місто було засноване 1903 року.

## Географія

Положення міста на мапі округу Ренвілл

Ґленбурн розташований за координатами 48°30′47″ пн. ш. 101°13′16″ зх. д. / 48.51306° пн. ш. 101.22111° зх. д. (48.513037, -101.220989).  За даними Бюро перепису населення США в 2010 році місто мало площу 0,65 км², уся площа — суходіл. В 2017 році площа становила 0,78 км², уся площа — суходіл.
Ґленбурн розташоване на південь від столиці округу міста Мохолл. Клімат Вологий континентальний, з теплим літом та холодною зимою.

## Демографія
Згідно з переписом 2010 року, у місті мешкало 380 осіб у 163 домогосподарствах у складі 100 родин. Густота населення становила 581 особа/км².  Було 183 помешкання (280/км²).
Расовий склад населення:
| - 95,3 % — білих - 0,8 % — азіатів - 0,3 % — корінних американців |

До двох чи більше рас належало 3,2 %. Частка іспаномовних становила 2,1 % від усіх жителів.
За віковим діапазоном населення розподілялося таким чином: 23,7 % — особи молодші 18 років, 68,7 % — особи у віці 18—64 років, 7,6 % — особи у віці 65 років та старші. Медіана віку мешканця становила 33,6 року. На 100 осіб жіночої статі у місті припадало 109,9 чоловіків;  на 100 жінок у віці від 18 років та старших — 108,6 чоловіків також старших 18 років.
Середній дохід на одне домашнє господарство  становив 70 715 доларів США (медіана — 60 625), а середній дохід на одну сім'ю — 76 644 долари (медіана — 72 188). За межею бідності перебувало 14,8 % осіб, у тому числі 19,1 % дітей у віці до 18 років та 2,5 % осіб у віці 65 років та старших.
Цивільне працевлаштоване населення становило 247 осіб. Основні галузі зайнятості: роздрібна торгівля — 18,2 %, освіта, охорона здоров'я та соціальна допомога — 13,0 %, мистецтво, розваги та відпочинок — 12,6 %.